# نوردفايكرهاوت
نوردفايكرهاوت Noordwijkerhout  هي مدينة وبلدية غرب هولندا، في مقاطعة جنوب هولندا.

## طوبوغرافيا
خريطة طوبوغرافية هولندية لبلدية نوردفايكرهاوت، يونيو 2015، (تقرأ بعد ثلاث نقرات على الخريطة).

## أعلام
- بيتر فينك